# Universidad Nacional Agraria de la Selva
La Universidad Nacional Agraria de la Selva (Siglas: UNAS), es una universidad pública ubicada en la ciudad de Tingo María, capital del distrito de Rupa Rupa de la Provincia de Leoncio Prado en Huánuco: geográficamente se localiza a 9.º 17'08 de latitud Sur y 75.º 59'52 de longitud Oeste, a 660 metros sobre el nivel del mar y una temperatura promedio anual de 24 °C.

## Historia

### Reseña histórica
Fue creada el 17 de febrero de 1964, mediante Ley N.º 14912, ocupando los terrenos de la exestación Experimental Agrícola de Tingo María, transferido a la naciente Universidad por el Ministerio de Agricultura. Su organización estuvo a cargo de las Universidades Nacionales Mayor de San Marcos y Agraria La Molina. La comisión organizadora concluyó la inauguración de la Universidad Nacional Agraria de la Selva, el 3 de abril de 1965, dando así inicio a las labores académicas.
Empezaron a funcionar como organismos académicos las facultades de Agronomía y Zootecnia. En el año de 1974 inicia sus funciones académicas la Facultad de Ingeniería en Industrias Alimentarias. Posteriormente, un 6 de abril de 1979 inicia sus funciones la Facultad de Recursos Naturales Renovables con las menciones en Ciencias Forestales y Conservación de Suelos y Agua y, mediante acuerdo N.º 090-2004-CU.UNAS, se aprueba el funcionamiento de la Mención de Medio Ambiente a partir del año 2005. La Facultad de Ciencias Económicas y Administrativas inicia sus funciones en el año 1983, con las especialidades de Administración, Economía y Contabilidad. Asimismo, en el año 1997, la Escuela de Postgrado de la UNAS, inicia sus labores académicas ofreciendo estudios de maestría en diferentes menciones. El año 2000, inicia sus funciones académicas la Facultad de Ingeniería en Informática y Sistemas. Asimismo, en el año 2004, inicia sus funciones académicas la especialidad de Ingeniería Ambiental. Finalmente en el año 2010, inicia sus funciones académica la especialidad de Ingeniería Forestal parte de la Facultad de Recursos Naturales Renovables.
| N.º  | Nombres y Apellidos                  | Modalidad de Cargo          | Período                                        | Tiempo en el cargo |
| ---- | ------------------------------------ | --------------------------- | ---------------------------------------------- | ------------------ |
| 1.º  | Ing. Jorge Aliaga Becera             | Rector encargado            | febrero de 1966 - abril 1967                   | 1 año y 2 meses    |
| 2.º  | Dr. Raúl Soikes Cánepa               | Rector encargado            | mayo 1967 - septiembre 1968                    | 1 año y 4 meses    |
| 3.º  | Ing. Marcos Copaira Beltrán          | Rector encargado            | octubre 1968 - septiembre 1969                 | 1 año              |
| 4.º  | Ing. Chiyuqui Sayto Orochi           | Rector encargado            | octubre 1969 - mayo 1970                       | 8 meses            |
| 5.º  | Ing. Luis Liceras zárate             | Rector encargado            | junio 1970 - julio de 1971                     | 1 año y 1 mes      |
| 6.º  | Ing. Guillermo Nishiki Atilano       | Rector encargado            | agosto 1971 - abril 1974                       | 2 años y 8 meses   |
| 7.º  | Med. Vet. Juan de Dios Zúñiga Quiróz | Rector encargado            | marzo 1974 - febrero 1976                      | 1 año y 9 meses    |
| 8.º  | Ing. Luis Liceres Zárate             | Rector encargado            | marzo 1976 - septiembre 1977                   | 1 año y 6 meses    |
| 9.º  | Ing. Fred Coral Izurieta             | 1.º Rector                  | octubre 1977 - enero 1978                      | 4 meses            |
| 10.º | Med. vet. Juan de Dios Zúñiga Quiroz | 2.º Rector                  | febrero de 1978 - agosto 1980                  | 2 años y 6 meses   |
| 11.º | Ing. Fred Coral Izurieta             | 3.º Rector                  | septiembre de 1980 - marzo de 1983             | 2 años y 7 meses   |
| 12.º | Ing. Percy Lindo Zárate              | 4.º Rector                  | abril de 1983 - septiembre de 1985             | 2 años y 5 meses   |
| 13.º | Biólogo César Mazabel Torres         | 5.º Rector                  | octubre de 1985 - enero de 1992                | 6 años y 3 meses   |
| 14.º | PhD. Rafael Urrelo Guerra            | 6.º Rector                  | febrero de 1992 - julio de 1995                | 3 años y 5 meses   |
| 15.º | Ing. Aberto Silva del Águila         | 7.º Rector                  | agosto de 1995 - agosto de 2000                | 5 años             |
| 16.º | Ing. Aberto Silva del Águila         | 8.º Rector                  | agosto de 2000 - noviembre de 2001             | 1 año y 3 meses    |
| 17.º | M.Sc. Segundo Rodríguez Delgado      | 9.º Rector                  | noviembre de 2001 - julio de 2005              | 3 años y 8 meses   |
| 18.º | Juan Vitalino Rodríguez Pantigioso   | Comisión de Orden Y Gestión | 19 de agosto de 2005 - 22 de noviembre de 2005 | 3 meses            |
| 19.º | Luis Alberto Ibérico Rojas           | Comisión de Orden Y Gestión | 23 de noviembre de 2005 - 3 de octubre de 2006 | 11 meses           |
| 20.º | Dr. Milton Muñoz Berrocal            | 10.º Rector                 | octubre de 2006 - octubre de 2011              | 5 años             |
| 21.º | Dr. Segundo Rodríguez Delgado        | 11.º Rector                 | octubre de 2011 - diciembre de 2015            | 4 años y 2 meses   |
| 22.º | Dr. Jaime Juan Peña Camarena         | 12.º Rector                 | enero de 2016 - julio de 2016                  | 6 meses            |
| 23.º | Dr. Efraín Esteban Churampi          | 13.º Rector                 | julio de 2016 - actualidad                     |                    |

## Organización

### Gobierno
- Asamblea Universitaria
- Consejo Universitario
- Rectorado
- Vicerrectorado Académico
- Vicerrectorado Investigación

### Facultades y escuelas
La Universidad Nacional Agraria de la Selva cuenta con 8 facultades, 12 carreras profesionales y, 1 Escuela Universitaria de Postgrado.
| Pregrado                                          | Pregrado |
| ------------------------------------------------- | --- |
| Facultad de Agronomía                             | - Agronomía |
| Facultad de Zootecnia                             | - Zootecnia |
| Facultad de Industrias Alimentarias               | - Industrias Alimentarias |
| Facultad de Recursos Naturales Renovables         | - Ingeniería Forestal - Ingeniería en Conservación de Suelos y Agua - Ingeniería en Recursos Naturales Renovables - Ingeniería ambiental                                            |
| Facultad de Ciencias Económicas y Administrativas | - Economía - Administración de Empresas |
| Facultad de Ciencias Contables                    | - Contabilidad |
| Facultad de Ingeniería en Informática y Sistemas  | - Ingeniería en Informática y Sistemas |
| Facultad de Ingeniería Mecánica Eléctrica         | - Ingeniería en Mecánica Eléctrica |
| Maestrías                                         | |
| Ciencias en Agroecología                          | - Gestión Ambiental - Gestión de Bosques Tropicales - Gestión de Suelos Y Agua - Gestión de Recursos Forestales Tropicales - Biodiversidad y Agricultura Campesino Andino-Amazónica |
| Ciencias Agrícolas                                | - Agricultura Sostenible - Cultivos Tropicales - Sanidad Vegetal |
| Ciencias Pecuarias                                | - Producción Animal Sostenible - Extensión Agropecuaria - Sistemas Agrosilvopastoriles - Acuicultura                                                                                |
| Ciencias Económicas                               | - Proyectos de Inversión - Auditoría Integral - Finanzas - Gestión Empresarial - Gestión Pública - Administración de Negocios - Gerencia de la Educación - Gerencia de la Salud     |

## Sedes e Infraestructura

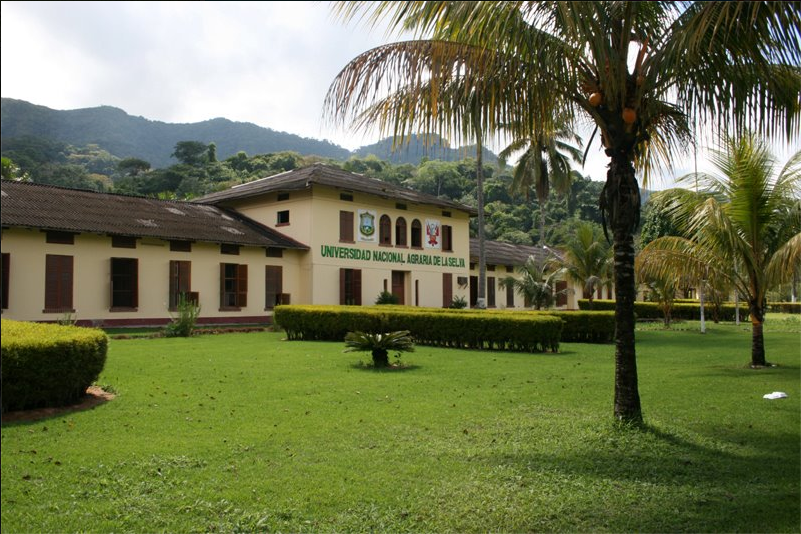
Oficinas administrativas.

### Ciudad Universitaria
El principal campus de la Universidad Nacional Agraria de la Selva se encuentra en Tingo María, Distrito de Rupa-Rupa, el cual comprende diversos edificios para fines académicos y administrativos. En este campus se ubican las instalaciones de diversas facultades, aulas completamente equipadas , laboratorios de cómputo, laboratorios de investigación, una biblioteca, salas de proyección(paraninfo),comedor universitario, zonas de esparcimiento, vivero forestal, museo, zoocriadero, zona de parqueo, entre otros servicios.

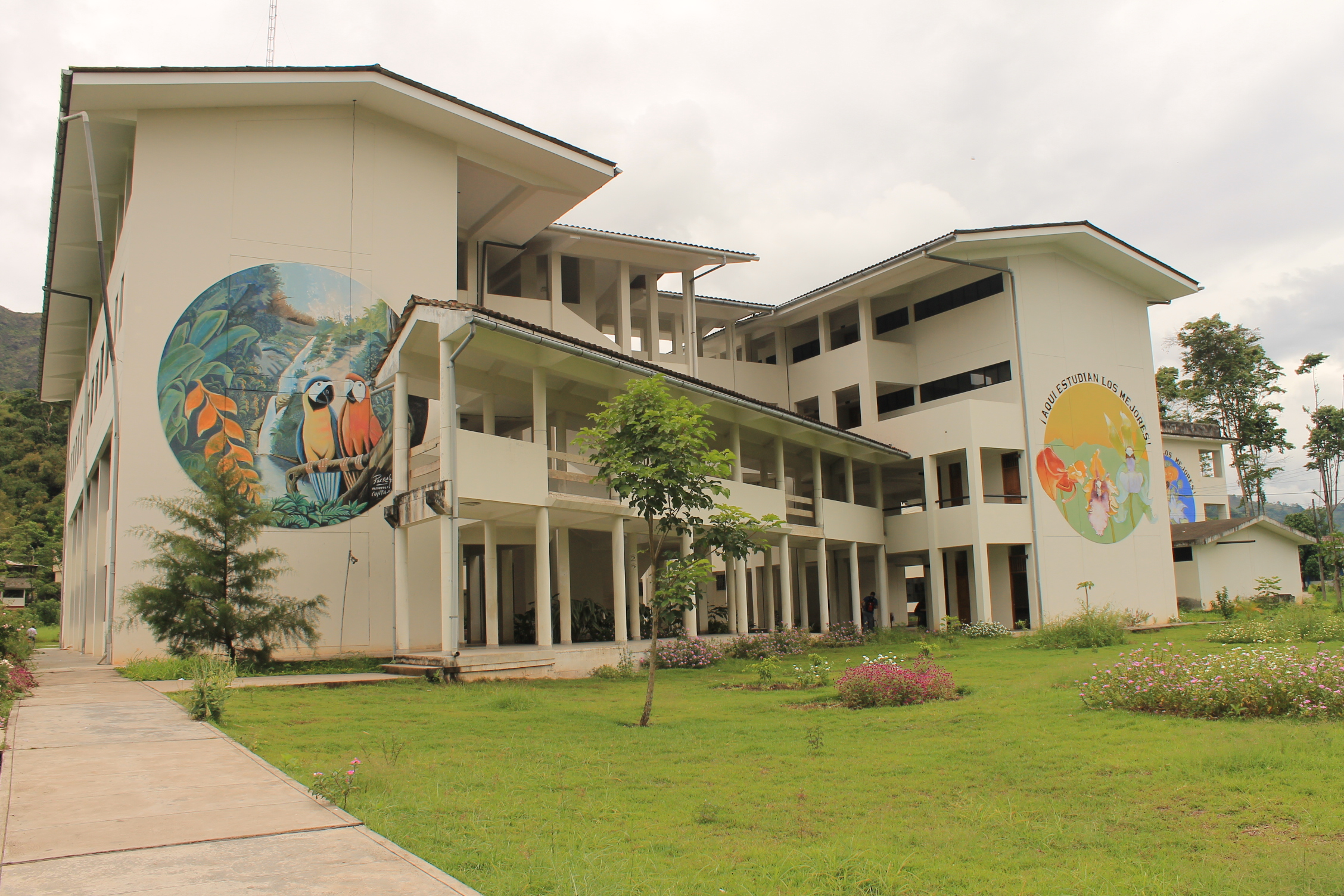
Pabellón de aulas.

### Biblioteca UNAS
La Biblioteca Central de la UNAS, es un centro de recursos de información bibliográfica para la gestión del conocimiento, el aprendizaje y la investigación. Los recursos bibliográficos, están organizados en colecciones temáticas que corresponden al campo del conocimiento que abarca la formación académica que brinda la universidad a través de las carreras profesionales y los estudios de posgrado, además contamos con biblioteca virtual con más de 60 mil títulos a texto completo. Una colección de libros, títulos de revistas y tesis.

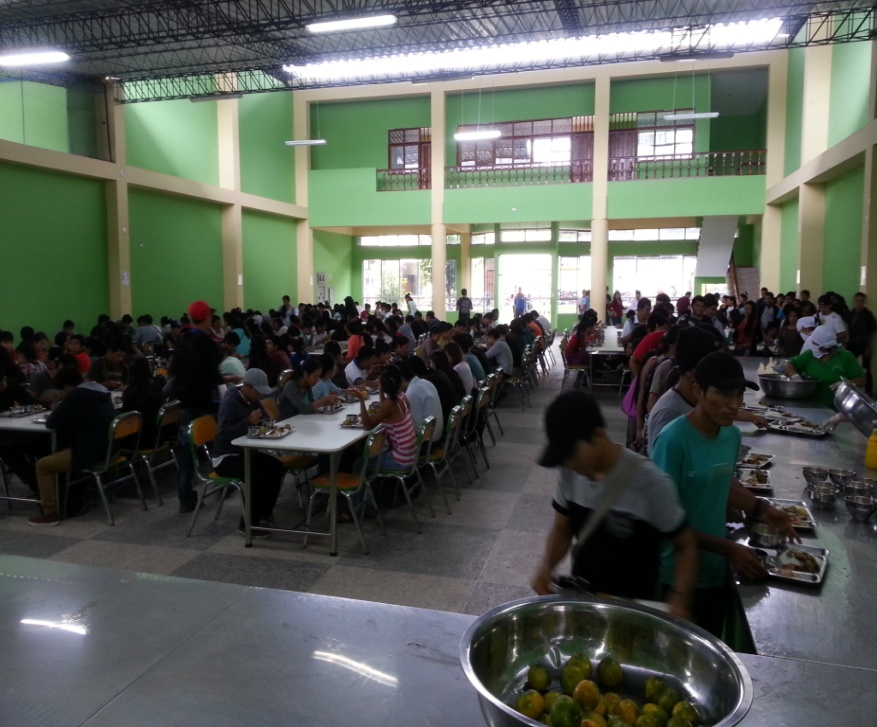
Comedor universitario.

### Bienestar Universitario
La Oficina de Bienestar Universitario es un órgano que tiene como finalidad promover y desarrollar actividades y/o programas para la formación intelectual, académica, social y física de los miembros de la comunidad universitaria, a través de los diferentes servicios asistenciales, de salud, alimentación, residencia estudiantil, recreación y deporte.

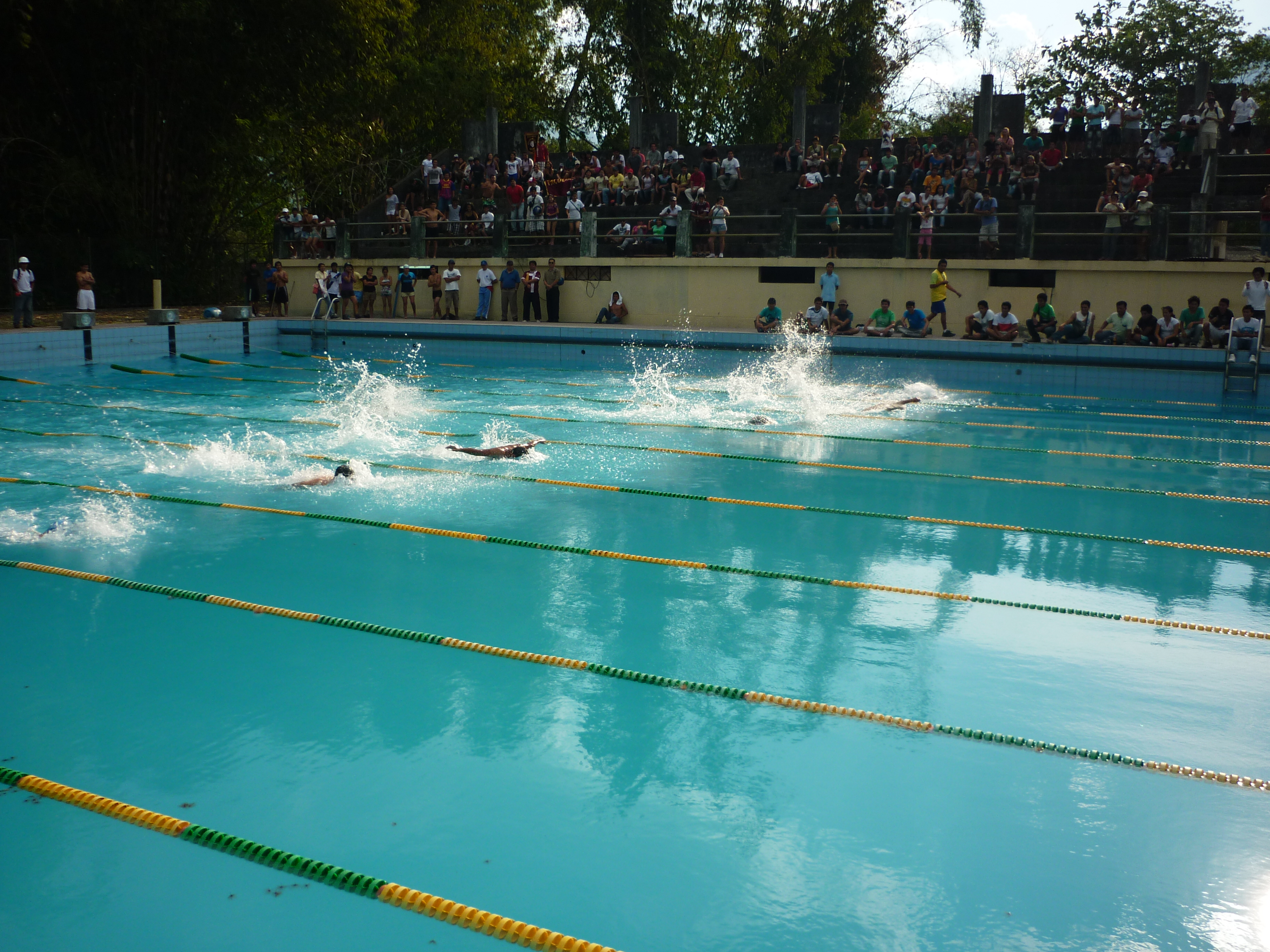
Piscina olímpica.

- Comedor Universitario
- Residencias Universitarias

### Complejo deportivo Universitario

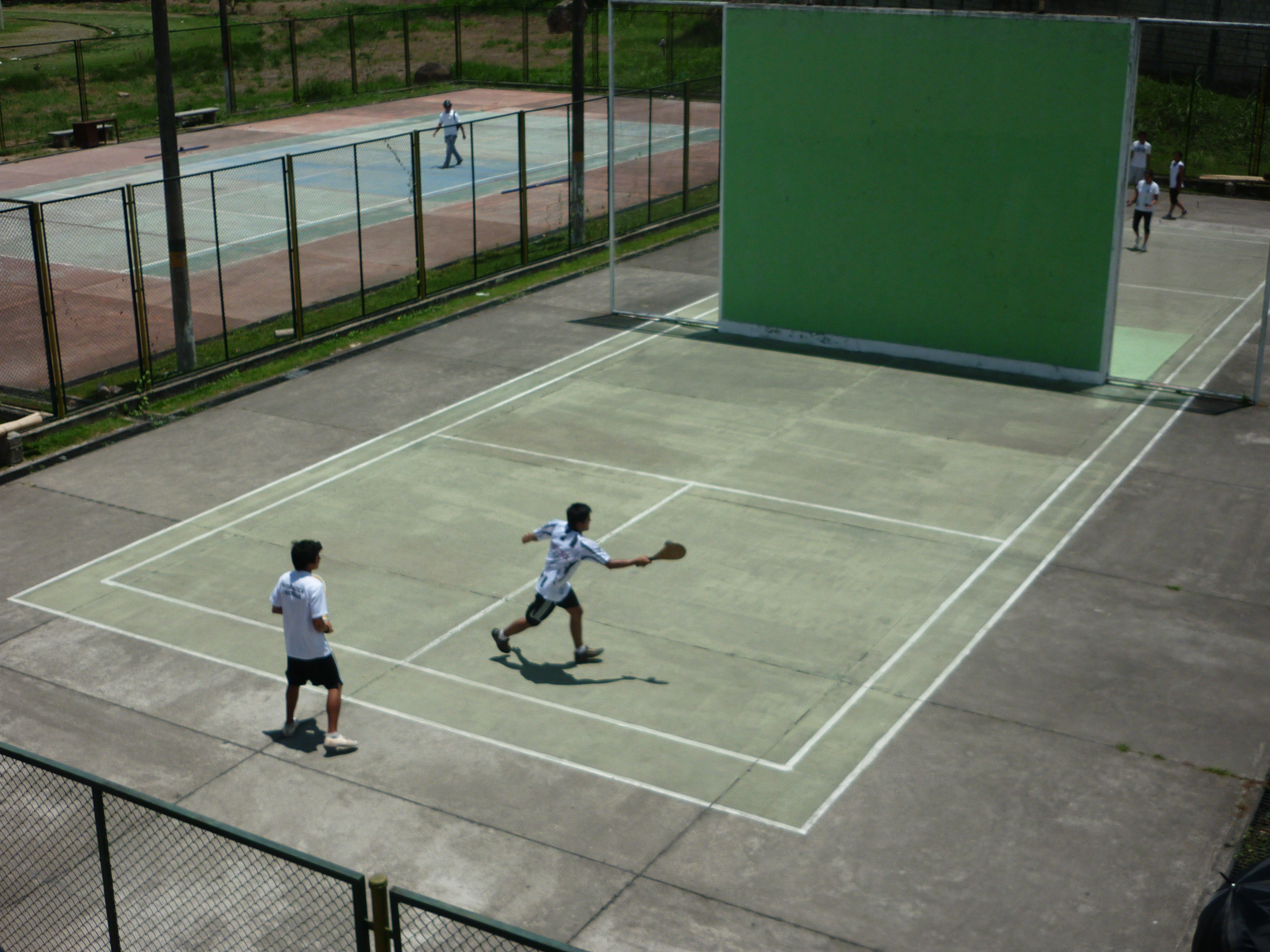
Frontón.

La UNAS cuenta con un complejo deportivo para la práctica de diversos deportes:

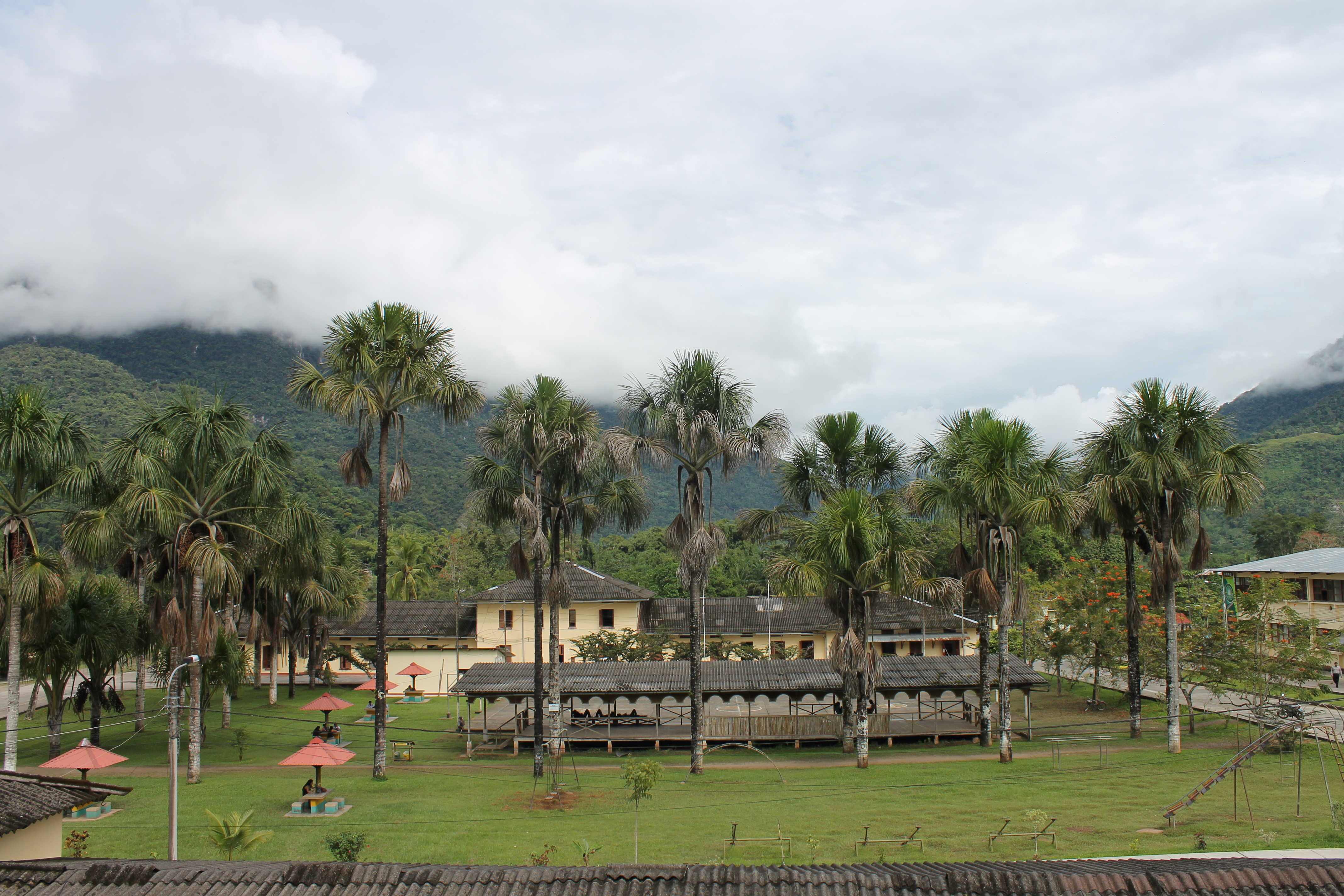
Tabladillo UNAS.

- Piscina.
- Frontón.
- Cancha de tenis.
- Gimnasio.
- Cancha de fútbol con tribuna.
- Cancha de futbito y básquet.
- Ping pong.
- Sala de ajedrez
- Cancha de vóley.
- Pista atlética.

### Tabladillo UNAS
Zona de esparcimiento para realizar eventos culturales y cívicos.

### Centros de Producción
- Bosque Reservado de la Universidad Nacional Agraria de la Selva "BRUNAS".
- Vivero Forestal.
- Tulumayo
- Centros de producción Preuniversitario

### Laboratorios

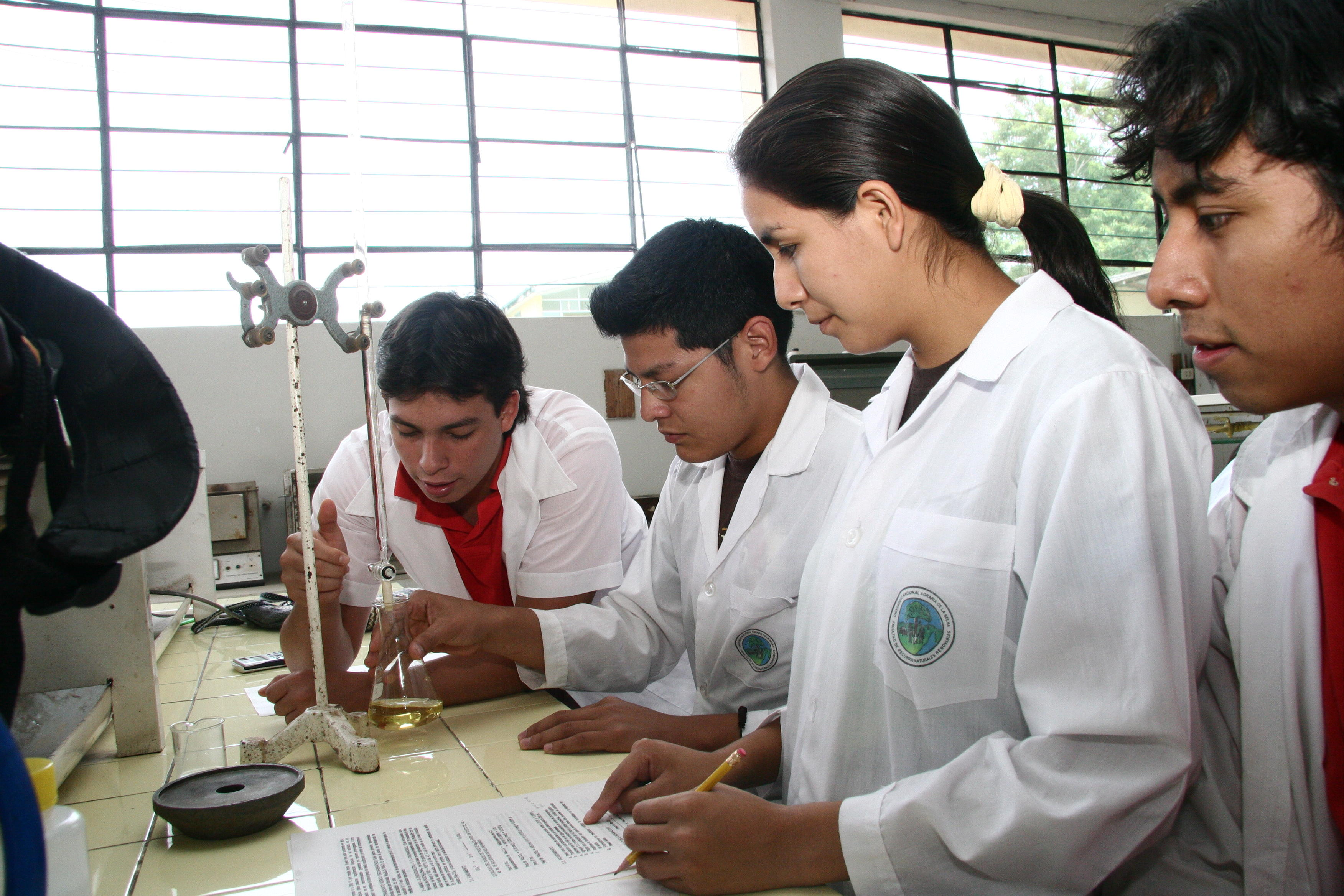
Laboratorio de física.

- Laboratorio de Microscopia y Biología
- Laboratorio de Ecología
- Laboratorio de Certificación de Semillas Forestales
- Laboratorio de Microbiología
- Laboratorio de Conservación de Suelos y Agua.
- Laboratorio de suelos
- Laboratorio de Entomología
- Laboratorio de Fitopatología
- Laboratorio de Química
- Laboratorio de Física
- Laboratorio de Bioquímica
- Laboratorio de Prácticas Generales
- Laboratorio de Redes y Telecomunicaciones
- Laboratorio de Sistemas
- Laboratorio de Software Libre
- Laboratorio de sanidad animal
- Laboratorio de Pastos

## Centro Preuniversitario
Centro Pre Universitario
PRESENTACIÓN
La CEPRE UNAS, es un órgano desconcentrado de la Vicerrectoría Académica que contribuye en la formación académica, integral de los estudiantes que se preparan para el ingreso a esta casa superior de estudios y a otras universidades o centros de educación superior.
Tiene como objetivo reforzar y mejorar el nivel académico de los estudiantes que han concluido la educación secundaria, promoviendo a los mejores alumnos para que tengan el ingreso directo; también este servicio es extensivo para aquellos estudiantes que se encuentran cursando el quinto de secundaria.
VISIÓN
Ser una institución líder a nivel regional en la formación Preuniversitaria, caracterizada por la aplicación de tecnologías innovadoras en los procesos de enseñanza – aprendizaje y un enfoque moderno para el desarrollo integral de nuestros alumnos.
MISIÓN
Impartir a sus estudiantes conocimientos, destrezas, valores y hacerlos competitivos para su ingreso a la UNAS u otras Universidades del país, además de brindarles sólida formación académica que les permita desenvolverse con éxito en las diferentes etapas de su vida universitaria, profesional y personal.
CARRERAS PROFESIONALES OFERTADAS
- Agronomía
- Zootecnia
- Ing. Recursos Naturales Renovables
- Ing. Forestal
- Ing. en Conservación de Suelos y Agua
- Ing. Ambiental
- Ing. en Industrias Alimentarias
- Ing. en Informática y Sistemas
- Contabilidad
- Economía
- Administración
- Ing. Mecánica Eléctrica

## Investigaciones

### Instituto de Investigación
- OIUNAS (Oficina de Investigación de la Universidad Nacional Agraria de la Selva).
- Registro de proyectos de investigación

### Programas de investigación
La universidad tiene varios programas de investigación:
- Biotecnología y Valoración de la Agrobiodiversidad
- Agroculturalidad y Biopatrimonio
- Suelos y Fertilizantes
- Agricultura Moderna y Tradicional
- Especies Agrícolas, Sistemas de Producción y Protección Vegetal
- Cultivos Tropicales / Fitosanidad
- Producción Animal Sostenible
- Ciencias Químicas
- Ingeniería de Alimentos
- Ciencia y Tecnología de Alimentos
- Valoración de la Biodiversidad y Recursos Naturales y Biotecnología
- Gestión Ambiental
- Ciencia y Tecnología Ambiental
- Diversidad Biológica
- Química, Física y Anatomía Forestal
- Transformación e Innovación de Recursos Forestales
- Gestión de Bosques y Plantaciones Forestales
- Ciencias Básicas
- Gestión de Cuencas Hidrográficas
- Cambio Climático
- Tecnologías de Información
- Sistemas de Información
- Ingeniería de Software
- Estadística Aplicada - Computación Científica Matemática Aplicada - Biomatemática
- Enseñanza Universitaria
- Energía – Sistemas Electromecánicos
- Análisis de Materiales y Nanotecnologías - Ciencias Físicas
- Agrofísica
- Ciencias Sociales y Desarrollo Sostenible
- Gestión, Economía y Negocios
- Gestión Integral de Organizaciones
- Ciencias Sociales – Desarrollo de la Educación
- Desarrollo Social

### Revistas y Publicaciones
- Investigación y Amazonia.
- Balance's

## Actividad cultural

### Jardín Botánico

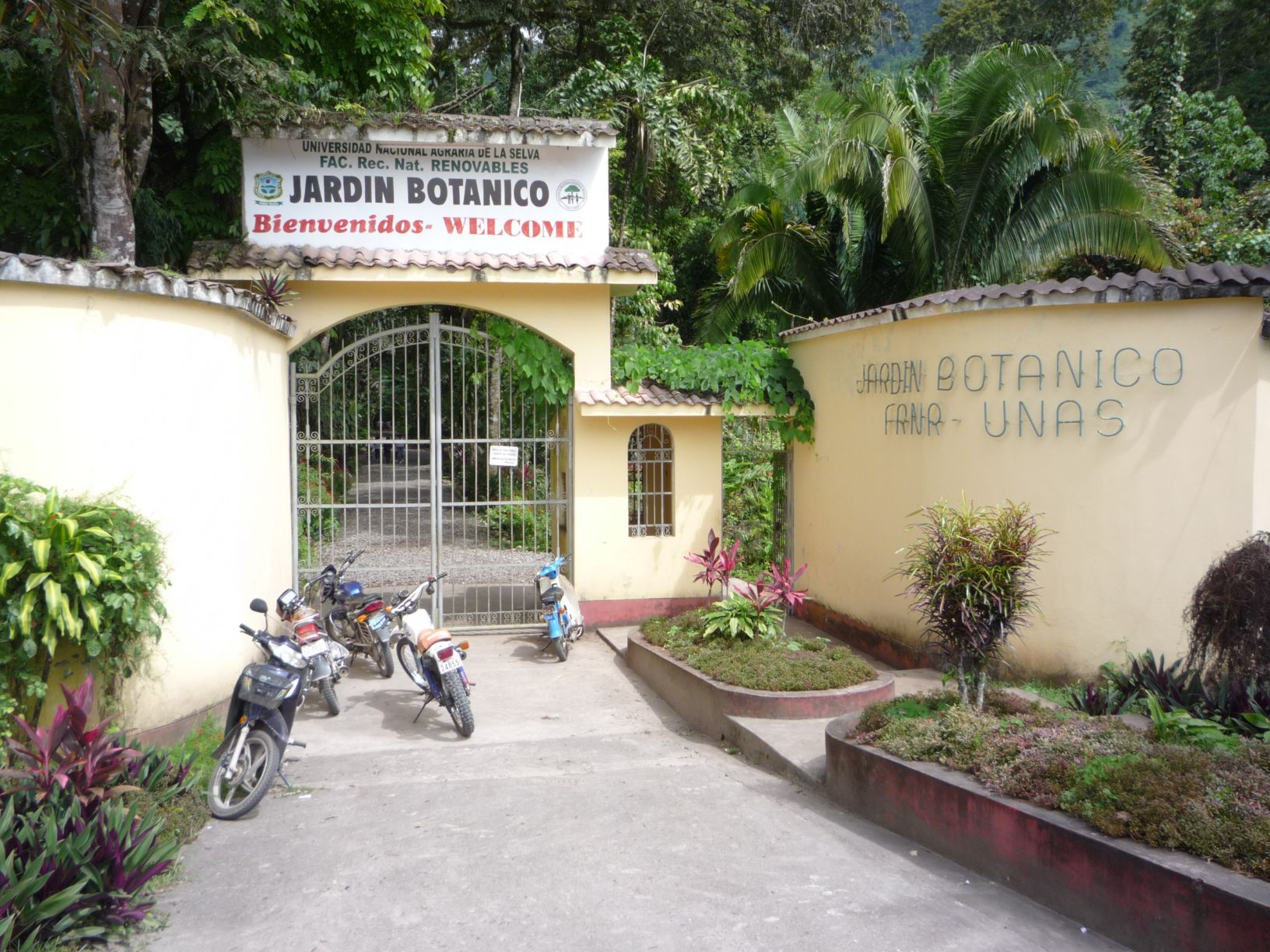
Jardín Botánico - UNAS.

- Jardín Botánico de la "Universidad Nacional Agraria de la Selva": El Jardín Botánico de la UNAS se inició en 1967 con un Arboretum y plantaciones de cacao y de bambú asiático que se establecieron en 1950, cuya área fue acondicionada de acuerdo a las condiciones naturales y a orillas del río Huallaga. Posteriormente en 1968 fue promulgado con resolución ministerial y entregado a la Universidad Nacional Agraria de la Selva. El área actual del Jardín Botánico tiene una extensión de 4.475 ha. aproximadamente y se ubica en la entrada sur de la ciudad de Tingo María y la parte frontal coincide con la Alameda Perú y la parte posterior con el río Huallaga. Actualmente, este Jardín cuenta con una gran diversidad de especies vegetales de valor económico y se encuentra casi en inactividad, la cual hace peligrar el manejo de dicha biodiversidad.

Dirección: Av. Enrique Pimentel

### Centros, escuelas e institutos culturales
- Centro de Datos de Información Forestal "CDIF"
- Centro de Idiomas

## Rankings académicos
En los últimos años se ha generalizado el uso de rankings universitarios internacionales para evaluar el desempeño de las universidades a nivel nacional y mundial; siendo estos rankings clasificaciones académicas que ubican a las instituciones de acuerdo a una metodología científica de tipo bibliométrica que incluye criterios objetivos medibles y reproducibles, tomando en cuenta por ejemplo: la reputación académica, la reputación de empleabilidad para los egresantes, la citas de investigación a sus repositorios y su impacto en la web. Del total de 92 universidades licenciadas en el Perú, la Universidad Nacional Agraria de la Selva se ha ubicado regularmente dentro del tercio medio a nivel nacional en determinados rankings universitarios internacionales.

## Personas destacadas

### catedrático
- M.Sc. David P. Quispe Janampa
- Marco Antonio Arroyo Herrera, el Lobo - músico y empresario

### Doctores honoris causa
El doctor honoris causa es la más alta distinción académica que confiere una casa superior de estudios. La Universidad Nacional Agraria de la Selva comenzó a entregar este reconocimiento el 5 de septiembre del 2014.
La siguiente lista recoge algunos de los personajes a los que la Universidad Nacional Agraria de La Selva ha otorgado esta distinción:
- Pedro Pablo Kuczynski